# 沖吉島
沖吉島（おきよしじま）は、大分県津久見市にある無人島である。地元では摺木島（するぎじま）とも呼ばれる。

## 地理
四浦半島の東北端近くの摺木地区の西南約250mに位置する。
秩父帯の砂岩･粘板岩互層が露出し、8合目までウバメガシ、カシ、アコウギが繁茂する。全域が日豊海岸国定公園に指定されている。